# Lijst van medewerkers van het RTL Nieuws
Dit is een lijst van presentatoren, correspondenten en verslaggevers van het RTL Nieuws.
Legenda
-  = Huidige(dec 2021) medewerkers zijn voorzien van een blauw blokje.

## A
|  | Naam             | Periode   | Functie | Opmerkingen |
|  | ---------------- | --------- | --- | ----------- |
|  | Jeroen Akkermans | 1989–0000 | Correspondent Rusland (1989–1995, 2008–2010), Correspondent Verenigd Koninkrijk (1996–2001), Correspondent Centraal-/Oost-Europa en de Kaukasus (2001–heden) |             |
|  | Mireille van Ark | 2022–0000 | Adjunct-hoofdredacteur | [ 1 ] [ 2 ] |

## B
|  | Naam                   | Periode        | Functie | Opmerkingen                 |
|  | ---------------------- | -------------- | --- | --------------------------- |
|  | Michiel Bicker Caarten | 1989–1991 1994 | Correspondent Verenigde Staten (1989–1991), Nieuwslezer                                                              |                             |
|  | Eveline Bijlsma        | 2021–0000      | Correspondent Frankrijk                                                                                              |                             |
|  | Emma Blijdenstein      | 2001–2007      | Correspondent Israël                                                                                                 |                             |
|  | Vivian Boelen          | 1992–1995      | Nieuwslezer |                             |
|  | Sacha de Boer          | 1995           | Nieuwslezer |                             |
|  | Anouk Boone            | 2020–0000      | Correspondent Italië en Vaticaanstad                                                                                 |                             |
|  | Suzanne Bosman         | 1999–2013      | Nieuwslezer |                             |
|  | Sanne Boswinkel        | 2005–2019      | Nieuwslezer | Voornamelijk RTL 7 en RTL Z |
|  | Floor Bremer           | 2009–0000      | Verslaggever Politiek                                                                                                |                             |
|  | Silvia Brens           | 2002–0000      | Correspondent Zuid-Afrika (2002–2006), Correspondent Zuidoost-Europa en Turkije (2009–2014), Verslaggever Binnenland |                             |
|  | Reinoud Broekhuijsen   | 1995–0000      | Correspondent Rusland (1995–2007), Verslaggever Online & Tech                                                        |                             |
|  | Hans de Bruijn         | 2006–0000      | Verslaggever Economie                                                                                                |                             |

## C
|  | Naam         | Periode   | Functie                              | Opmerkingen |
|  | ------------ | --------- | ------------------------------------ | ----------- |
|  | Pepijn Crone | 2015–0000 | Nieuwslezer, Verslaggever Binnenland |             |

## D
|  | Naam               | Periode   | Functie                                         | Opmerkingen |
|  | ------------------ | --------- | ----------------------------------------------- | ----------- |
|  | Sjoerd den Daas    | 2018–2019 | Correspondent Oost-Azië                         |             |
|  | Victor Deconinck   | 1990–1991 | Nieuwslezer                                     |             |
|  | Jaap van Deurzen   | 1989–2020 | Verslaggever                                    |             |
|  | Selma van Dijk     | 1998–2003 | Nieuwslezer                                     |             |
|  | Merijn Doggen      |           | Verslaggever Online & Tech                      |             |
|  | Frederique Dormaar |           | Verslaggever Economie, Nieuwslezer (2021–heden) |             |
|  | Laura Douma        | 2021–0000 | Verslaggever (2021–heden)                       |             |

## E
|  | Naam          | Periode   | Functie                            | Opmerkingen       |
|  | ------------- | --------- | ---------------------------------- | ----------------- |
|  | Fidan Ekiz    | 2005–2007 | Correspondent Turkije              |                   |
|  | Boyan Ephraim | 2021–0000 | Nieuwslezer (invaller, 2021–heden) | RTL Ontbijtnieuws |

## G
|  | Naam           | Periode   | Functie                              | Opmerkingen            |
|  | -------------- | --------- | ------------------------------------ | ---------------------- |
|  | Roel Geeraedts | 2011–2015 | Correspondent Midden-Oosten          |                        |
|  | Betty Glas     | 1990–0000 | Verslaggever Binnenland              |                        |
|  | Geert Gordijn  | 2008–0000 | Nieuwslezer, Verslaggever Binnenland | Voornamelijk Editie NL |
|  | Niels Guns     | 2014–0000 | Correspondent Zuid-Azië              |                        |

## H
|  | Naam                     | Periode         | Functie                                                                      | Opmerkingen                 |
|  | ------------------------ | --------------- | ---------------------------------------------------------------------------- | --------------------------- |
|  | Ann-Lynn Hamelink        | 2019–0000       | Nieuwslezer                                                                  | Voornamelijk RTL Z          |
|  | Eva Hartog Skorobogatova | 2019–2023       | Correspondent Rusland                                                        | [ 3 ]                       |
|  | Carien ten Have          | 2016–0000       | Nieuwslezer                                                                  | Voornamelijk RTL Z          |
|  | Elsemieke Havenga        | 2000–2003       | Nieuwslezer                                                                  |                             |
|  | Frederieke Hegger        | 2018–0000       | Nieuwslezer                                                                  | Voornamelijk RTL Z          |
|  | Elisabeth Heijkoop       | 2000–2002       | Nieuwslezer                                                                  |                             |
|  | Roelof Hemmen            | 1993–2016, 2022 | Nieuwslezer RTL Nieuws (2000–2016), nieuwslezer RTL Z (invaller, zomer 2022) |                             |
|  | Rob Hessing              | 1992–1995       | Nieuwslezer                                                                  |                             |
|  | Robin van Hijfte         |                 | Verslaggever Binnenland                                                      |                             |
|  | Eelco Hiltermann         | 2017–0000       | Verslaggever Binnenland                                                      |                             |
|  | Peper Hofstede           |                 | Verslaggever Sport                                                           |                             |
|  | Richard Hogenkamp        | 2023–0000       | Correspondent Spanje & Portugal                                              |                             |
|  | Jan de Hoop              | 1989–2022       | Nieuwslezer                                                                  | RTL Ontbijtnieuws           |
|  | Saskia Houttuin          | 2018–2022       | Correspondent Afrika                                                         |                             |
|  | Hella Hueck              | 2008–2016       | Nieuwslezer                                                                  | Voornamelijk RTL 7 en RTL Z |

## J
|  | Naam          | Periode        | Functie                                                                    | Opmerkingen                                        |
|  | ------------- | -------------- | -------------------------------------------------------------------------- | -------------------------------------------------- |
|  | Marc Jacobs   | 1990 1992–1995 | Nieuwslezer                                                                |                                                    |
|  | Marc de Jong  | 2008–2019      | Nieuwslezer, Verslaggever                                                  | Voornamelijk RTL 7 en RTL Z. Tegenwoordig RTL Weer |
|  | Meike de Jong | 2013–0000      | Nieuwslezer                                                                |                                                    |
|  | Nina Jurna    | 2000–2013      | Correspondent Suriname (2000–2010), Correspondent Zuid-Amerika (2011–2013) |                                                    |

## K
|  | Naam              | Periode   | Functie | Opmerkingen                 |
|  | ----------------- | --------- | --- | --------------------------- |
|  | Robbie Kammeijer  | 2018–0000 | Nieuwslezer, RTL Ontbijtnieuws (2022-) | Eerder Editie NL            |
|  | Annemarie Kas     | 2017–2019 | Correspondent Zuid-Oost-Azië |                             |
|  | Maaike Kempes     |           | Onderzoeksverslaggever |                             |
|  | Pieter Klein      | 2003-2021 | Adjunct-hoofdredacteur (2007–2018), Onderzoeksverslaggever                                                                                         |                             |
|  | Olaf Koens        | 2011–0000 | Correspondent Rusland (2011–2015), Correspondent Midden-Oosten en Turkije (2015–2024), Correspondent (2024–)                                       | [ 4 ]                       |
|  | Rik Konijnenbelt  |           | Verslaggever Binnenland |                             |
|  | Marloes de Koning | 2014–2016 | Correspondent Turkije en Zuidoost-Europa (2014–2016)                                                                                               |                             |
|  | Roland Koopman    | 1990–0000 | Nieuwslezer (1999–heden) | Voornamelijk RTL 7 en RTL Z |
|  | Sandra Korstjens  | 2013–2021 | Correspondent Zuid-Amerika |                             |
|  | Elianne Kuepers   | 201?–201? | Nieuwslezer RTL Nieuws, Presentator RTL Z Nieuws, Money Talks, Z Today & RTL Z Beursspel, invalpresentator Editie NL (2016), verslaggever Economie | Voornamelijk RTL Z          |

## L
|  | Naam                 | Periode   | Functie                                                      | Opmerkingen                             |
|  | -------------------- | --------- | ------------------------------------------------------------ | --------------------------------------- |
|  | Fons Lambie          |           | Verslaggever Politiek                                        |                                         |
|  | Daphne Lammers       | 1995–0000 | Nieuwslezer (2011–heden)                                     |                                         |
|  | Vanessa Lamsvelt     | 2010–2015 | Correspondent Verenigd Koninkrijk                            |                                         |
|  | Leo de Later         | 1990–1999 | Nieuwslezer                                                  |                                         |
|  | Jeroen Latijnhouwers | 1997–2003 | Nieuwslezer                                                  |                                         |
|  | Arthur de Leeuw      | 2008–2014 | Correspondent Afrika                                         |                                         |
|  | Sophie van Leeuwen   | 2023–0000 | Correspondent Afrika                                         | [ 5 ]                                   |
|  | Ruben Leter          | 2017–0000 | Verslaggever (2019–heden)                                    |                                         |
|  | Dennis van Luling    |           | Chef Digitaal (??–2021), Adjunct-hoofdredacteur (2021–heden) |                                         |
|  | Pascale Luyks        | 2005–2008 | Nieuwslezer                                                  | Voornamelijk RTL Ontbijtnieuws en RTL Z |

## M
|  | Naam                | Periode   | Functie                                                   | Opmerkingen            |
|  | ------------------- | --------- | --------------------------------------------------------- | ---------------------- |
|  | Marcel Maijer       | 1997–0000 | Verslaggever Sport                                        |                        |
|  | Olivia Manders      |           | Verslaggever Economie                                     |                        |
|  | Diana Matroos       | 1999–2016 | Nieuwslezer, Verslaggever Economie (2004–2016)            | Voornamelijk RTL Z     |
|  | Jaap van Meekren    | 1989–1993 | Nieuwslezer                                               |                        |
|  | Anne van der Meer   | 2016–0000 | Nieuwslezer                                               | Voornamelijk Editie NL |
|  | Sophie van der Meer | 2021–0000 | Verslaggever VS (2021–2025), Correspondent Italië (2025–) | [ 6 ]                  |
|  | Len Middelbeek      | 1995–1997 | Correspondent Duitsland                                   |                        |
|  | Erik Mouthaan       | 2006–0000 | Correspondent Noord-/Midden-Amerika                       |                        |
|  | Conny Mus           | 1989–2010 | Correspondent Midden-Oosten                               |                        |

## N
|  | Naam                | Periode   | Functie                                                                 | Opmerkingen       |
|  | ------------------- | --------- | ----------------------------------------------------------------------- | ----------------- |
|  | Pepijn Nagtzaam     | 202?–0000 | Verslaggever Midden-Oosten (–2024), Correspondent Midden-Oosten (2025–) | [ 7 ]             |
|  | Anita Sara Nederlof | 2020–0000 | Nieuwslezer                                                             |                   |
|  | Daan Nieber         | 2025–0000 | Nieuwslezer (invaller, 2025–heden)                                      | RTL Ontbijtnieuws |
|  | Rick Nieman         | 1996–2015 | Nieuwslezer                                                             |                   |
|  | Edvard Niessing     | 1995–1998 | Nieuwslezer                                                             |                   |

## O
|  | Naam                 | Periode   | Functie | Opmerkingen |
|  | -------------------- | --------- | --- | ----------- |
|  | Ilse Openneer        | 2018–0000 | Adjunct-hoofdredacteur (2018–2021), Hoofdredacteur (2021–heden)                                                       |             |
|  | Jildou van Opzeeland |           | Verslaggever Binnenland                                                                                               |             |
|  | Eva Oude Elferink    | 2021–0000 | Correspondent India                                                                                                   |             |
|  | Riks Ozinga          | 1998–2001 | Nieuwslezer bij Veronica FM, redacteur Radio en RTL Text, presentator van het RTL Ontbijtnieuws, chef Radio/RTL Text. |             |

## P
|  | Naam           | Periode             | Functie                                                            | Opmerkingen      |
|  | -------------- | ------------------- | ------------------------------------------------------------------ | ---------------- |
|  | Julius Patty   | 2023–0000           | Nieuwslezer                                                        |                  |
|  | Sander Paulus  | 2004–2007 2014–0000 | Verslaggever Binnenland, Verslaggever Koninklijk Huis (2015–heden) | Tevens Editie NL |
|  | Jeroen Pauw    | 1989–2000           | Nieuwslezer                                                        |                  |
|  | Antoin Peeters | 2002–0000           | Nieuwslezer                                                        |                  |
|  | Eise Pulles    |                     | Verslaggever Binnenland                                            | Tevens Editie NL |

## R
|  | Naam                | Periode   | Functie                                                                                        | Opmerkingen        |
|  | ------------------- | --------- | ---------------------------------------------------------------------------------------------- | ------------------ |
|  | Gijs Rademaker      | 2022–0000 | RTL Nieuwspanel                                                                                | [ 9 ]              |
|  | Koen de Regt        |           | Verslaggever Binnenland, Correspondent Afrika (2014–2017), Onderzoeksverslaggever (2017–heden) |                    |
|  | Bart Reijnen        |           | Verslaggever Economie                                                                          |                    |
|  | Rik Rensen          | 1989–1999 | Hoofdredacteur                                                                                 |                    |
|  | Eveline Rethmeier   | 2015–2020 | Correspondent Italië, Griekenland, Malta en Vaticaanstad                                       |                    |
|  | Esther van Rijswijk | 2001–2004 | Correspondent Verenigd Koninkrijk (2001–2004), Nieuwslezer                                     | Voornamelijk RTL Z |

## S
|  | Naam                 | Periode             | Functie                                                                    | Opmerkingen            |
|  | -------------------- | ------------------- | -------------------------------------------------------------------------- | ---------------------- |
|  | Anne Saenen          | 2015–0000           | Correspondent Verenigd Koninkrijk                                          |                        |
|  | Britta Sanders       |                     | Verslaggever Binnenland                                                    |                        |
|  | Raquel Schilder      | 2023–0000           | Verslaggever Binnenland (2023–2025), verslaggever Verenigde Staten (2025–) | [ 10 ]                 |
|  | Roel Schreinemachers |                     | Verslaggever Politiek                                                      |                        |
|  | Marc Schreuder       | 2001–2021           | Adjunct-hoofdredacteur                                                     |                        |
|  | Jetske Schrijver     | 2014–0000           | Nieuwslezer                                                                |                        |
|  | Loretta Schrijver    | 1989–2007           | Nieuwslezer                                                                | Tevens RTL Z           |
|  | Hans Schutte         |                     | Verslaggever Binnenland                                                    |                        |
|  | Siebe Sietsma        | 2011–2017 2024–0000 | Onderzoeksverslaggever (2010–2017), Adjunct-hoofdredacteur (2024–)         | [ 11 ]                 |
|  | Sander Simons        | 1989–1999           | Nieuwslezer                                                                |                        |
|  | Roland Smid          | 2021–0000           | Correspondent China                                                        |                        |
|  | Martijn Smiers       | 2018–2019           | Correspondent Rusland                                                      |                        |
|  | Diana Sno            | 2000–2002           | Nieuwslezer                                                                |                        |
|  | Margreet Spijker     | 1998–2014           | Nieuwslezer                                                                |                        |
|  | Sanne Staarink       | 2011–2019           | Nieuwslezer                                                                | RTL Ontbijtnieuws      |
|  | Steef van Stiphout   | 2017–0000           | Nieuwslezer                                                                | Voornamelijk Editie NL |

## T
|  | Naam                 | Periode   | Functie                                                                                   | Opmerkingen        |
|  | -------------------- | --------- | ----------------------------------------------------------------------------------------- | ------------------ |
|  | Harm Taselaar        | 1989–2021 | Chef Politiek (1989–1992), Adjunct-hoofdredacteur (1992–1999), Hoofdredacteur (1999–2021) |                    |
|  | Alex Tieleman        | 2015–2023 | Correspondent Spanje en Portugal                                                          |                    |
|  | Carolien van Tilburg | 0000–2002 | Correspondent Japan (–2002)                                                               |                    |
|  | Sam Trompert         | 2020–0000 | Nieuwslezer, Verslaggever Economie                                                        | Voornamelijk RTL Z |
|  | Mariëlle Tweebeeke   | 2007–2010 | Nieuwslezer                                                                               |                    |

## V
|  | Naam               | Periode   | Functie | Opmerkingen                 |
|  | ------------------ | --------- | --- | --------------------------- |
|  | Pauline Valkenet   | 1991–2015 | Correspondent Rusland (1991–1993), Correspondent Verenigd Koninkrijk (1995–1998), Correspondent Italië, Malta en Vaticaanstad (2000–2015) |                             |
|  | Roderick Veelo     | 2005–2020 | Nieuwslezer, Verslaggever Economie | Voornamelijk RTL 7 en RTL Z |
|  | Daniël Verlaan     | 2015–0000 | Verslaggever Online & Tech |                             |
|  | Gert-Jan Verstegen |           | Verslaggever Economie |                             |
|  | Marije Vlaskamp    | 2003–2017 | Correspondent Oost-Azië |                             |
|  | Stefan de Vries    | 2006–2020 | Correspondent Frankrijk |                             |
|  | Margriet Vroomans  | 1994–1998 | Nieuwslezer |                             |

## W
|  | Naam           | Periode   | Functie                                                                         | Opmerkingen                |
|  | -------------- | --------- | ------------------------------------------------------------------------------- | -------------------------- |
|  | Frits Wester   | 1994–0000 | Verslaggever Politiek                                                           |                            |
|  | Max Westerman  | 1989–2006 | Correspondent Duitsland (1989–1991), Correspondent Verenigde Staten (1991–2006) |                            |
|  | Merel Westrik  | 2014–2019 | Nieuwslezer                                                                     |                            |
|  | Jeroen Wetzels |           | Verslaggever Binnenland, Verslaggever Rechtszaken                               |                            |
|  | Femke Wolthuis | 2003–2011 | Nieuwslezer                                                                     | RTL Ontbijtnieuws en RTL Z |

## Y
|  | Naam              | Periode | Functie                | Opmerkingen |
|  | ----------------- | ------- | ---------------------- | ----------- |
|  | Hester van Yperen |         | Onderzoeksverslaggever |             |

## Z
|  | Naam                  | Periode   | Functie                            | Opmerkingen                 |
|  | --------------------- | --------- | ---------------------------------- | --------------------------- |
|  | Peter van Zadelhoff   | 2008–0000 | Nieuwslezer, Verslaggever Economie | Voornamelijk RTL 7 en RTL Z |
|  | Marieke van de Zilver | 2018–0000 | Verslaggever Politiek              | Voorheen RTL Z              |